# Evangelische Kirche Konz-Karthaus
Koordinaten: 49° 42′ 27,2″ N, 6° 35′ 8,6″ O

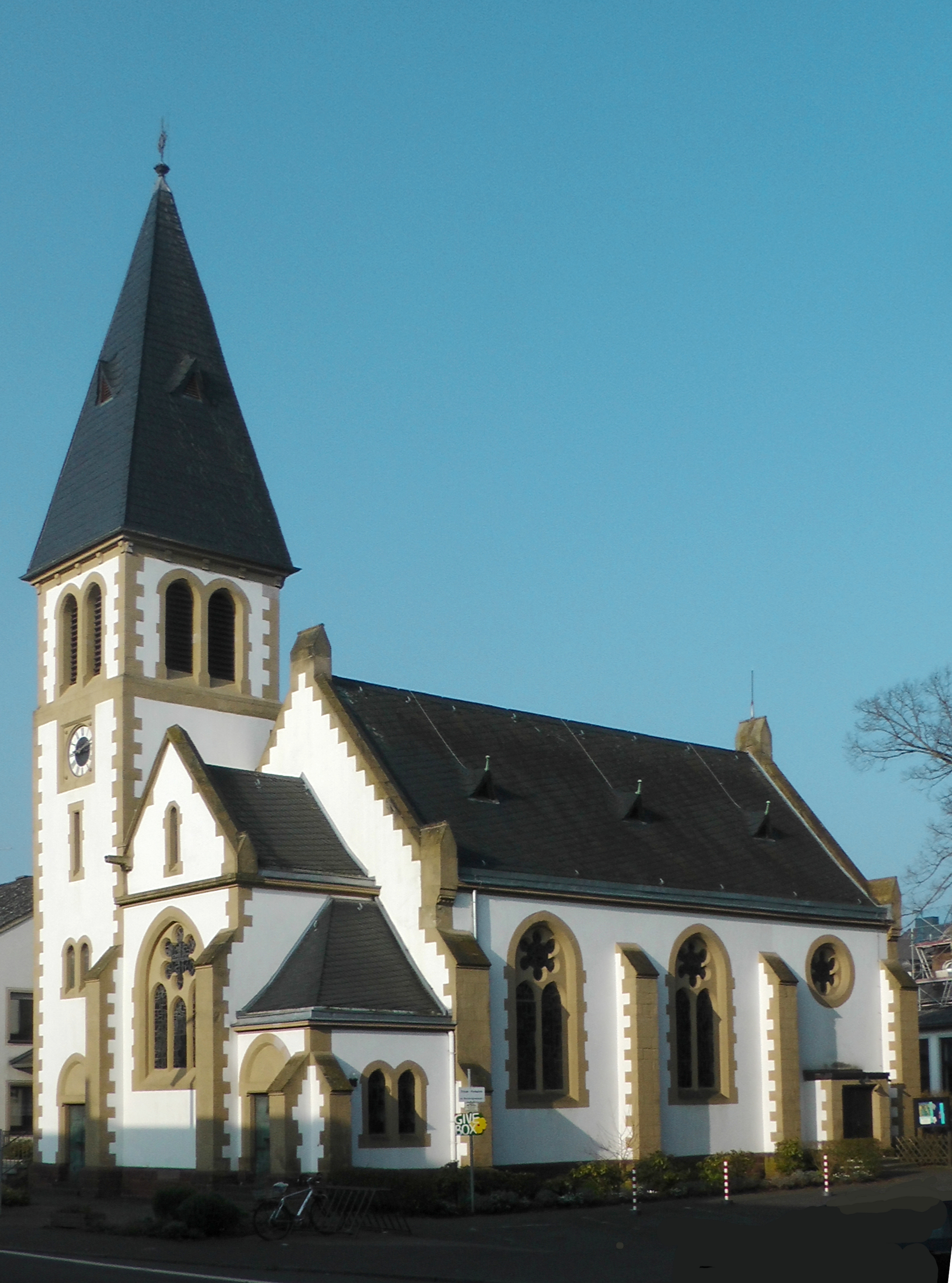
Evangelische Kirche Konz-Karthaus von Osten

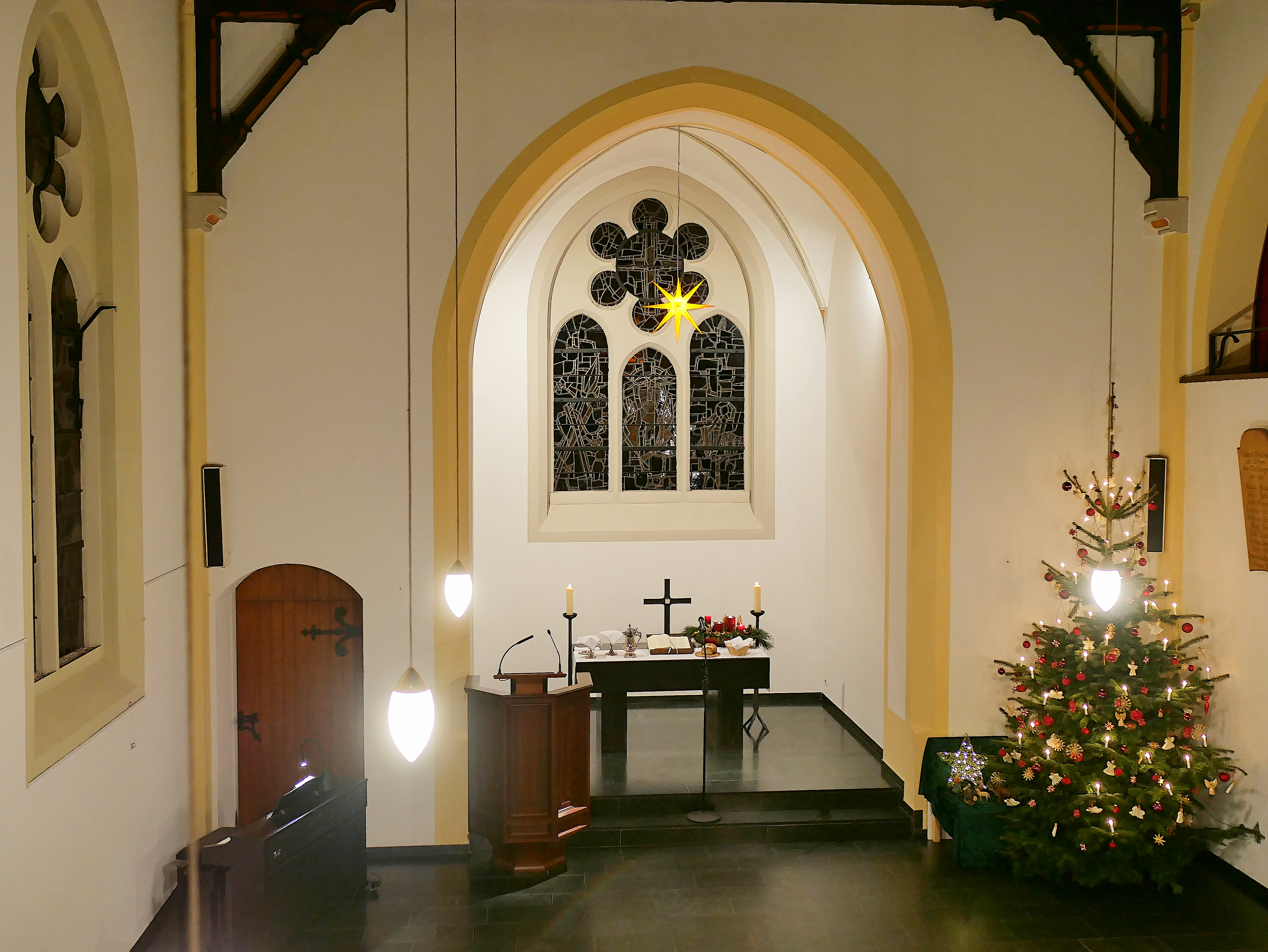
Altarbereich im Weihnachtsschmuck 2018

Die Evangelische Kirche Konz-Karthaus der gleichnamigen evangelischen Kirchengemeinde steht in der Stadt Konz, Kreis Trier-Saarburg, in Rheinland-Pfalz. Sie wurde Ende des 19. Jahrhunderts für die durch Zuzug in der bisher rein katholischen Gegend neu entstandene Diasporagemeinde gebaut und ist bis heute ihr geistliches Zentrum.
Das im Stil des Historismus 1897 vollendete Kirchengebäude ist in seiner Bausubstanz nahezu unverändert erhalten und steht unter Denkmalschutz. Große Teile der originalen Ausstattung und die ursprünglichen Glasfenster wurden bei der Renovierung von 1966 durch Glasfenster des Künstlers Manfred Freitag aus Oberbillig ersetzt.

## Geschichte

### Vorgeschichte
Ab Mitte des 19. Jahrhunderts wuchs im Rahmen der Industrialisierung der Zuzug evangelischer Christen in Conz, Merzlich und umgebenden Dörfern an. Die ersten Evangelischen, die sich 1856/1857 in den damals noch getrennten Orten Conz (heute: Konz) und Merzlich (heute Konz-Karthaus) niederließen, waren beim Eisenbahnbau beschäftigte Rottenarbeiter und Beamte. Während die Beamten überwiegend aus dem Großraum Saarbrücken stammten, kamen die Rottenarbeiter aus St. Wendel und dem angrenzenden Hunsrück. Ein weiterer größerer Zuzug evangelischer Christen erfolgte mit dem Ausbau des Centralbahnhofs Karthaus zum Eisenbahnknotenpunkt und der Inbetriebnahme der Königlichen Eisenbahn-Nebenwerkstätte Karthaus im Jahr 1879. 1884 war ihre Zahl auf etwa 120 bis 150 angestiegen.
Die nächste Kirche befand sich neun Kilometer entfernt in Trier. Wegen der schwierigen Anreise suchten die Trierer Pfarrer einen für Gottesdienste geeigneten Raum in Conz zu mieten, was sich in dem rein katholischen Umfeld jedoch als äußerst schwierig herausstellte. Nach dem Scheitern dieser Bemühungen wandte sich Superintendent Klein mit Erfolg an verschiedene Behörden in Trier: Das Königliche Eisenbahn-Betriebsamt Trier stellte den im Verwaltungsgebäude der Königlichen Nebenwerkstätte gelegenen Speisesaal zur Verfügung. Der erste Gottesdienst fand am 17. August 1884 statt und Superintendent Klein predigte zum Text der Apostelgeschichte 17, V. 16–34 (Apg 17,16-34 ). Von da an wurde in vierwöchentlichen Abständen in Konz Gottesdienst gehalten.

### Baugeschichte

Ansicht von 1897

Innenansicht von 1897

Die evangelische Gemeinde Conz-Karthaus entstand 1889 für mittlerweile über 200 evangelische Christen als Vikariat und ist seit 1895 eine eigenständige Pfarrei. Vom Staat Preußen unterstützt, wurde der Kirchenbau an einem Platz in der Mitte zwischen den damaligen Orten Konz und Merzlich mit der Grundsteinlegung am 9. Juli 1896 begonnen. Die Bauarbeiten wurden – wie schon vorher bei Gemeindehaus und Schule – von dem Bauunternehmen Gebrüder Petry aus Sierk (heute Sierck-les-Bains in Lothringen) ausgeführt. Dem Kirchenbau vorausgegangen war ein vom Architektenverein zu Berlin unter seinen Mitgliedern 1892 ausgeschriebener Wettbewerb. Dabei wurden der gemeinsame Entwurf der Architekten Carl Schäfer und Hugo Hartung sowie das Projekt des Architekten Georg Lübke ausgezeichnet. Obwohl die Jury im Juni 1892 kein Projekt unmittelbar zur Ausführung empfahl, entschied sich die Kirchengemeinde für den Entwurf von Lübke. Sein Entwurf wurde vom preußischen Ministerium der öffentlichen Arbeiten in einzelnen Teilen abgeändert und vom Trierer Kreisbauinspektor Brauweiler 1896/1897 ausgeführt. Die Kirche wurde am 19. September 1897 eingeweiht. Zusammen mit dem in vergleichbarer Bauweise 1894 errichteten, südlich an die Kirche angebauten Pfarrhaus und der im gleichen Jahr 15 Meter nördlich der Kirche gebauten und 1886 eingerichteten evangelischen Schule bildete die Kirche ein homogenes Ensemble.
Die Baukosten der Kirche beliefen sich einschließlich der Innenausstattung auf 27.600 Mark sowie 2275 Mark für die Glocken. Neben Spenden des Gustav-Adolf-Vereins unterstützte Kaiser Wilhelm II. den Bau mit 10.000 Mark als „allerhöchstes Gnadengeschenk“. Auf jeden der 130 Sitze im Kirchenschiff kam dabei ein rechnerischer Betrag von 212 Mark. Zum Vergleich: Der durchschnittliche Monatslohn eines Industriearbeiters lag bei etwa 40 Mark, der eines mittleren Beamten zwischen 60 und 80 Mark.
Das Einzugsgebiet der Kirchengemeinde erstreckte sich neben den beiden namensgebenden Gemeinden auch über die damaligen Gemeinden Oberemmel, Wasserliesch, Cönen, Temmels, Tawern, Wellen, Wincheringen, heute im Saarland: Sinz, Nennig, Besch, Oberleuken, Perl, Tünsdorf, links der Mosel: Igel, Langsur, Ralingen und Minden.
Durch den Zusammenschluss der ehemals selbständigen Gemeinden Conz und Merzlich zur Gemeinde Konz im Jahr 1930 änderte sich der Name der evangelischen Gemeinde in Konz-Karthaus.
Bei einem Fliegerangriff auf Konz am 12. September 1915 fiel während des Gottesdienstes eine Brandbombe neben die Kirche.
Nahezu gleichzeitig wurden unter ähnlichen Rahmenbedingungen die Evangelische Kirche Saarburg, die Evangelische Kirche Hermeskeil und die Evangelische Christuskirche Wittlich erbaut.

### Renovierungen von 1966 und 1984/1985

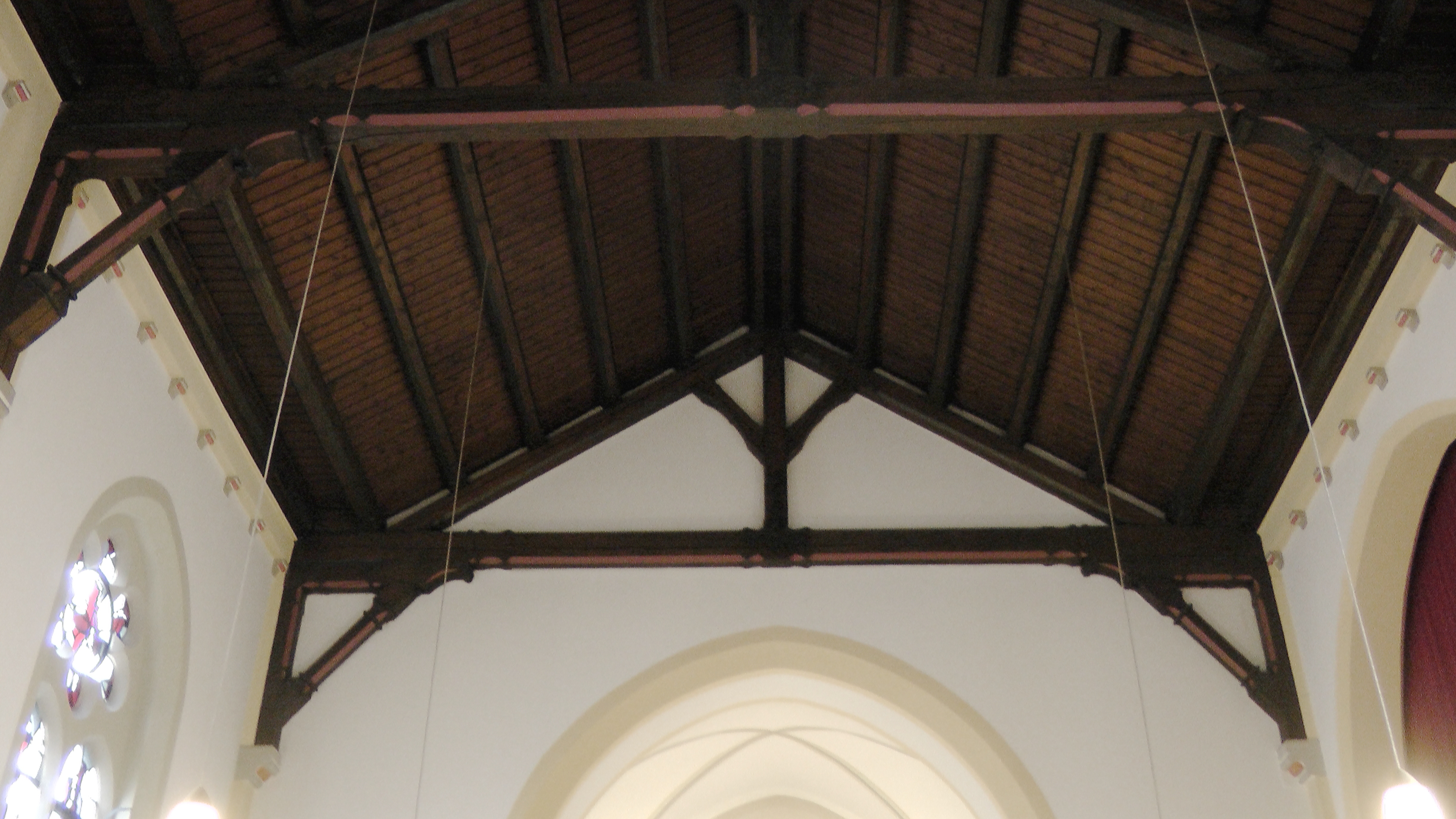
Offener Dachstuhl von innen

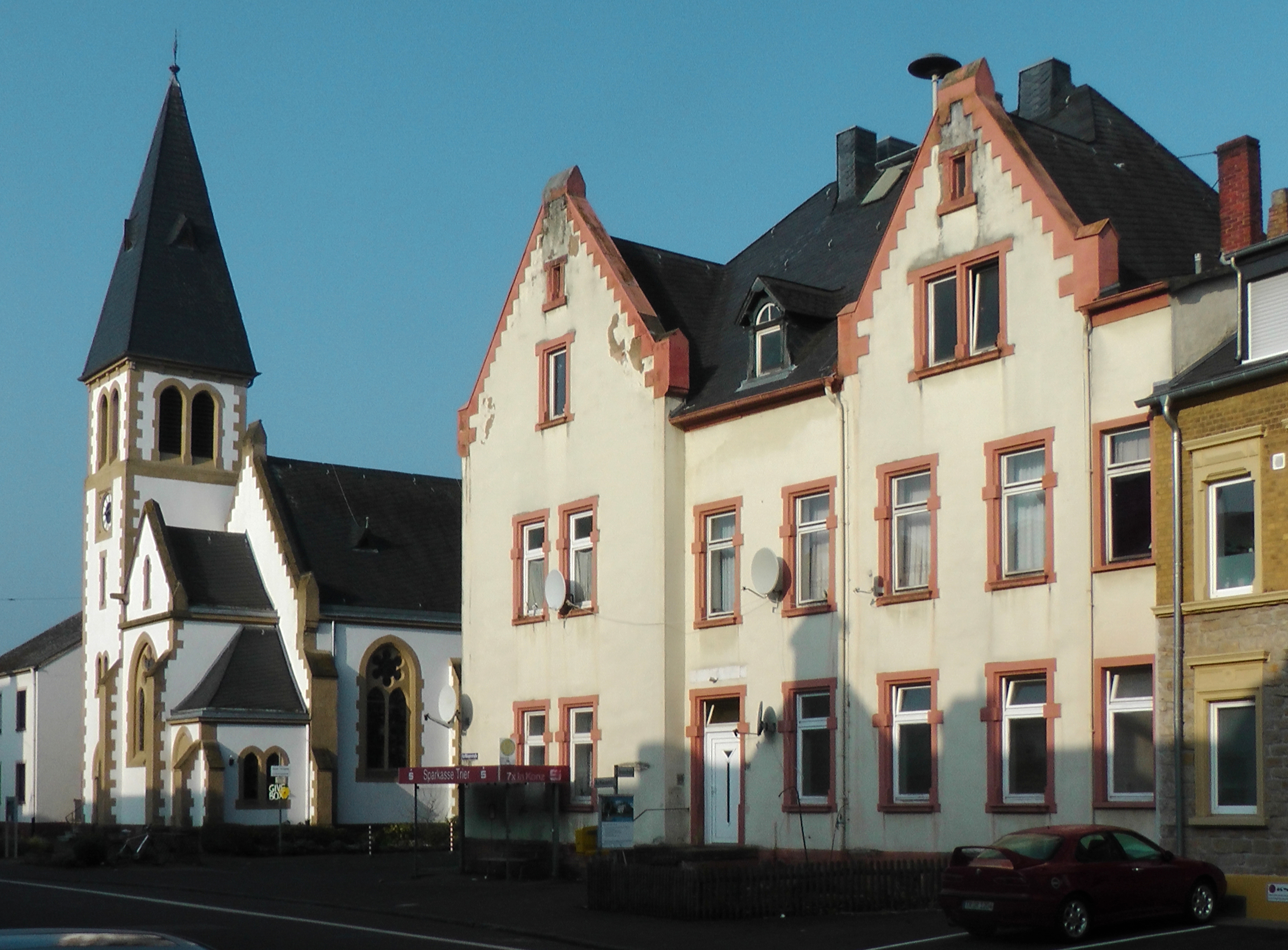
Ehemaliges Schulhaus (rechts von der Kirche), im Mai 2017 abgerissen

Das über 65 Jahre alte Kirchengebäude war – nicht zuletzt durch zwei Kriege und wirtschaftlich schwierige Zeiten – stark renovierungsbedürftig geworden. Auch die neuen Gottesdienstformen der 1960er Jahre sollten sich in der Gestaltung des Kirchenraums bemerkbar machen. Zudem verdoppelte sich aufgrund mehrerer Industrieansiedlungen in der Umgebung die Zahl der Gemeindemitglieder.
Der 1966 durchgeführte Kirchenumbau wurde vom Architekten Nils-Wolff Hammer aus Trassem geleitet. Dabei wurden der neugotische Altartisch und die hohe Kanzel entfernt und durch einen steinernen Altartisch nach einem Entwurf des Künstlers Manfred Freitag und eine Kanzel in Form eines Lesepults im Design der 1960er-Jahre ersetzt. Die fest eingebauten, schweren und die ganze Breite des Kirchenschiffs ausfüllenden Kirchenbänke wurden durch leichte, transportable und halb so lange Bänke ersetzt. Der Fußboden wurde mit einem schwarzen Steinbelag erneuert. Neu eingebaut wurde am Ende der Kirche eine 7 Meter lange und 4,45 Meter breite, durch eine Wendeltreppe erschlossene Empore für Orgel und Kirchenchor. Um das Kircheninnere heller erscheinen zu lassen, wurden die in Grautönen bemalten Glasfenster entfernt und durch im Stil der 1960er Jahre künstlerisch gestaltete und deutlich hellere ersetzt. Die helle, in Gelb und Weiß gehaltene Farbfassung der Kirche entwarf ebenfalls Manfred Freitag. Die Außentüren der Kirche wurden durch neue, mit Kupferplatten beschlagene Holztüren ersetzt. Der aus heizungstechnischen Gründen gefasste Plan, unterhalb der bestehenden Holzdecke eine tiefer gelegene Decke einzuziehen, wurde nicht realisiert.
Bereits vor der Renovierung der Kirche wurde 1961 das Pfarrhaus abgebrochen und durch einen Neubau im Stil der 1960er Jahre ersetzt. Die ehemalige evangelische Schule wurde am 1. September 1970 aufgelöst. Danach war das Schulgebäude im Besitz der Stadt Konz, diente zwischenzeitlich als Notunterkunft und wurde im Mai 2017 abgerissen.
1984/1985 wurde die Kirche nochmals renoviert. Im Zuge dieser Renovierung kam die heute genutzte Kanzel in die Kirche.

## Kirchengebäude

### Baubeschreibung

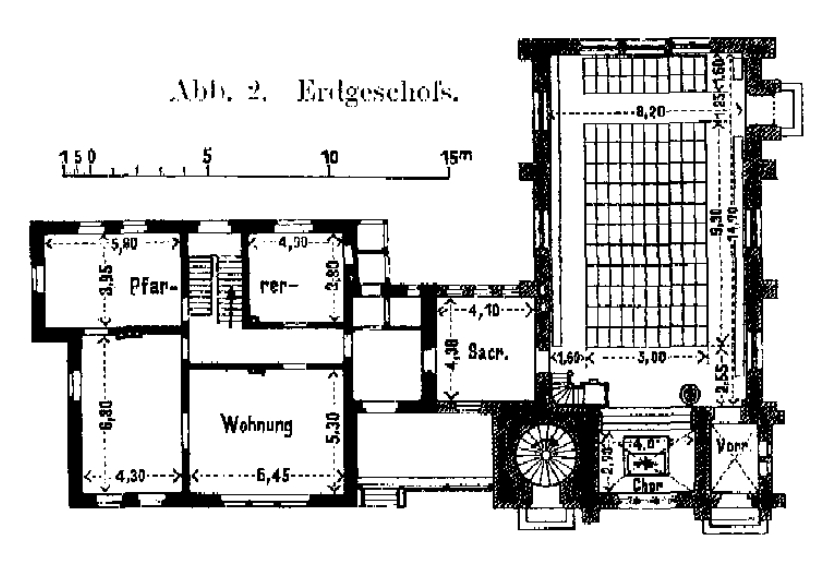
Grundriss, veröffentlicht 1898

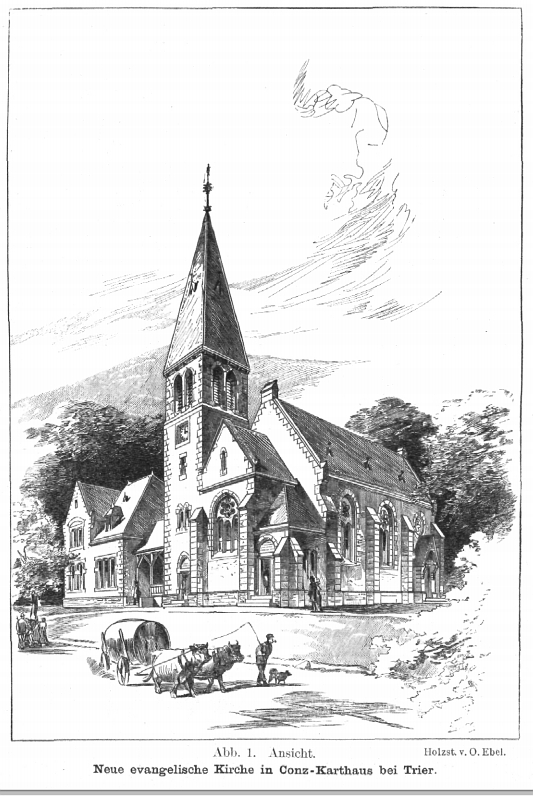
Holzschnitt von Otto Ebel, veröffentlicht 1898

Die Kirche ist ein giebelständiger dreiachsiger Saalbau mit eingezogenem Rechteckchor. An der Südseite des Chores steht der Glockenturm, an der Nordseite ein Eingang mit Windfang. Die Konzeption der Kirche entspricht in etwa den Empfehlungen des Eisenacher Regulativs. Abweichungen hiervon betreffen den Standort der Orgel und die durch die bauliche Umgebung bedingte Ausrichtung der Kirche.
Die Kirche grenzt rechtwinklig an die Karthäuser Straße und ist dadurch etwa nach Südsüdosten ausgerichtet. Die Kirche ist aus Sandstein gemauert, die Fassaden sind bis auf die gliedernden Architekturelemente verputzt. Der Sockel besteht aus rotem Sandstein aus den acht Kilometer entfernten Tawerner Steinbrüchen. Eckquaderung, Strebepfeiler, Fenstergewände sowie das Maß- und Stabwerk der Kirche wurden aus wetterbeständigem hellen Sandstein, ebenfalls aus Tawern, hergestellt. Die Freitreppen und Türschwellen bestehen aus Niedermendiger Basaltlava. Das Dach wurde in Altdeutscher Deckung mit Schiefer gedeckt.
Das Kirchenschiff besitzt an den Seitenwänden je zwei und an der Rückwand drei leicht spitzbogige Maßwerkfenster mit je zwei Lanzettfenstern und obliegendem Sechspass, ferner je eine kleine Fensterrose mit Sechspass an der Seitenwand neben der Orgel. Im Chor befindet sich hinter dem Altar ein großes, spitzbogiges Maßwerkfenster mit drei Lanzettfenstern und obliegendem Sechspass.
Zur Wölbung des Chores und des Vorder- und Seiteneingangs wurde Bimsstein verwendet. Das Kirchenschiff und die Sakristei sind mit Holzdecken gedeckt. Der Fußboden bestand zur Zeit der Erbauung aus zwei Zentimeter dicken getränkten Buchendielen, der übrige Kirchenraum war mit Tonplatten belegt. Im Zuge der Renovierung 1965/1966 wurden diese durch einen Steinbelag aus schwarzem Anröchter Stein ersetzt. Die Wendeltreppe bis zur Seitenempore besteht aus härtestem Sandstein, von dort ab ist die Turmtreppe aus Holz gefertigt. Die beweglichen Kirchenbänke boten Platz für etwa 146 Besucher. Weitere 20 Plätze können durch eine Zusatzbestuhlung geschaffen werden. An der Westseite der Kirche befindet sich die im Rahmen der Renovierung 1996 eingezogene Orgelempore. Die ursprüngliche Orgelempore befindet sich im ersten Stock des Turms über der Sakristei.

### Glasfenster

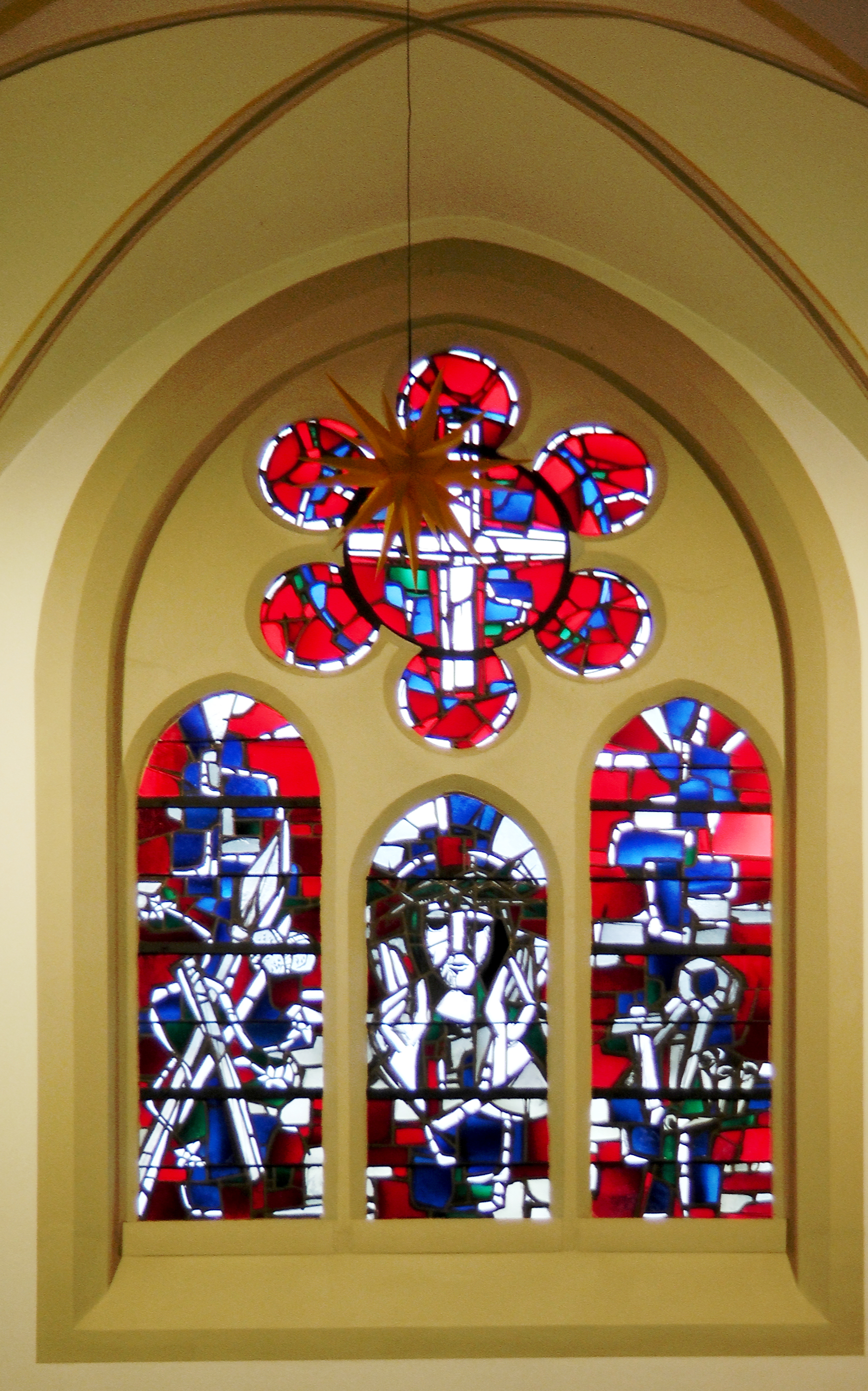
Glasfenster im Chor

Die ursprünglichen Glasfenster aus der Glasmalereianstalt von Binsfeld & Jansen in Trier sind heute nicht mehr vorhanden. Sie waren rein ornamental und in Grisaille-Technik ausgeführt. Die einzelnen Glasscheiben hatten die Form von Spitzrauten.
Im Zuge der Renovierung von 1966 wurden sie durch neue, helle Glasfenster mit Bleifassung in verschiedenen Breiten des Künstlers Manfred Freitag aus Oberbillig ersetzt. Das mittlere Fenster hinter dem Altar zeigt den segnenden, dornengekrönten Christus. Die flankierenden Fenster zeigen die Marterwerkzeuge und in der Rosette darüber wird ein Kreuz dargestellt. An den Seitenwänden und der Rückwand sind die Fenster rein ornamental gestaltet und bestehen aus farbigen und durchsichtigen, kleinen Glasscheiben.

### Orgeln
Die erste Orgel war ein Geschenk der Gemeinde Odenkirchen, die ihre alte Kirche 1894 niederlegte und die Orgel einer Diasporagemeinde als Geschenk anbot. Der Orgelbauer Lieck aus Mönchengladbach baute die Orgel an ihrem alten Standort ab und errichtete sie mit großer Zeitverzögerung und nach Mahnschreiben des Pfarrers Strauß auf der Empore über der Sakristei. Das Gebläse musste aus Platzmangel im Turm untergebracht werden. Disposition der geschenkten Orgel:
| I Manual C–  |       |
| Burdon       | 16′   |
| Prinzipal    | 8′    |
| Hohlflöte    | 8′    |
| Gambe        | 8′    |
| Octave       | 4′    |
| Dublette     | 2 ⁄3′ |
| Cornett III  |       |
| Trompete B/D | 8′    |

| II Manual C–     |       |
| Geigenprinzipal  | 8′    |
| Lieblich Gedackt | 8′    |
| Flautdolce       | 4′    |
| Dolce            | 4′    |
| Quinte           | 2 ⁄3′ |
| Flautino         | 2′    |

Das geschenkte Instrument blieb nur kurz störungsfrei. Ein Gutachter stellte 1904 fest, dass sich die Orgel in außergewöhnlich schlechtem Allgemeinzustand befinde. Aufgrund der schlechten Finanzlage der Gemeinde wurde die Anschaffung einer neuen Orgel immer wieder verschoben, bis die Orgel beim Gottesdienst am 6. Januar 1904 endgültig den Dienst quittierte. Wenige Tage später wurde beschlossen, bei der Firma Stumm in Kirn eine neue Orgel zu bestellen. Von den Kosten von 4068 Mark wurden 1000 Mark bei Lieferung und der Rest des Kaufpreises bis 1908 aus Zuschüssen des Consistoriums und des Kollektenfonds bezahlt. Die neue Orgel wurde am 21. Juni 1907 eingeweiht. Im Februar erhielt die Gemeinde den Bescheid, für Rüstungszwecke unter anderem 31 Stück Zinnprospektpfeifen mit 14 kg Gesamtgewicht aus der Kirchenorgel an den Militärfiskus abzuliefern.
Nach dem Zweiten Weltkrieg musste die Orgel wieder instand gesetzt werden. Die Kirchengemeinde begann 1950 mit einer Opfergaben-Aktion, um die für die Reparatur notwendigen rund 1000 DM zusammenzubringen. Aufgrund einer im Dezember 1966 vorgenommenen Besichtigung empfahl das Orgelamt der Evangelischen Kirche im Rheinland, von einer weiteren Renovierung der Orgel abzusehen, da sie als renovierungsbedürftig und mit ihrer Disposition nicht mehr als zeitgemäß angesehen wurde. Da die Kirchengemeinde sich aus finanziellen Gründen keine neue Orgel leisten konnte, wurde ein Orgelpositiv mit vier Registern der Orgelbauwerkstatt Ernst Weyland in Opladen – heute ein Stadtteil von Leverkusen – vom Landeskirchenamt zuerst angemietet und nach zwei Jahren für 8000 DM gekauft. Das Positiv stand auf der im Rahmen der Renovierung an der Rückseite der Kirche neu erbauten Empore.

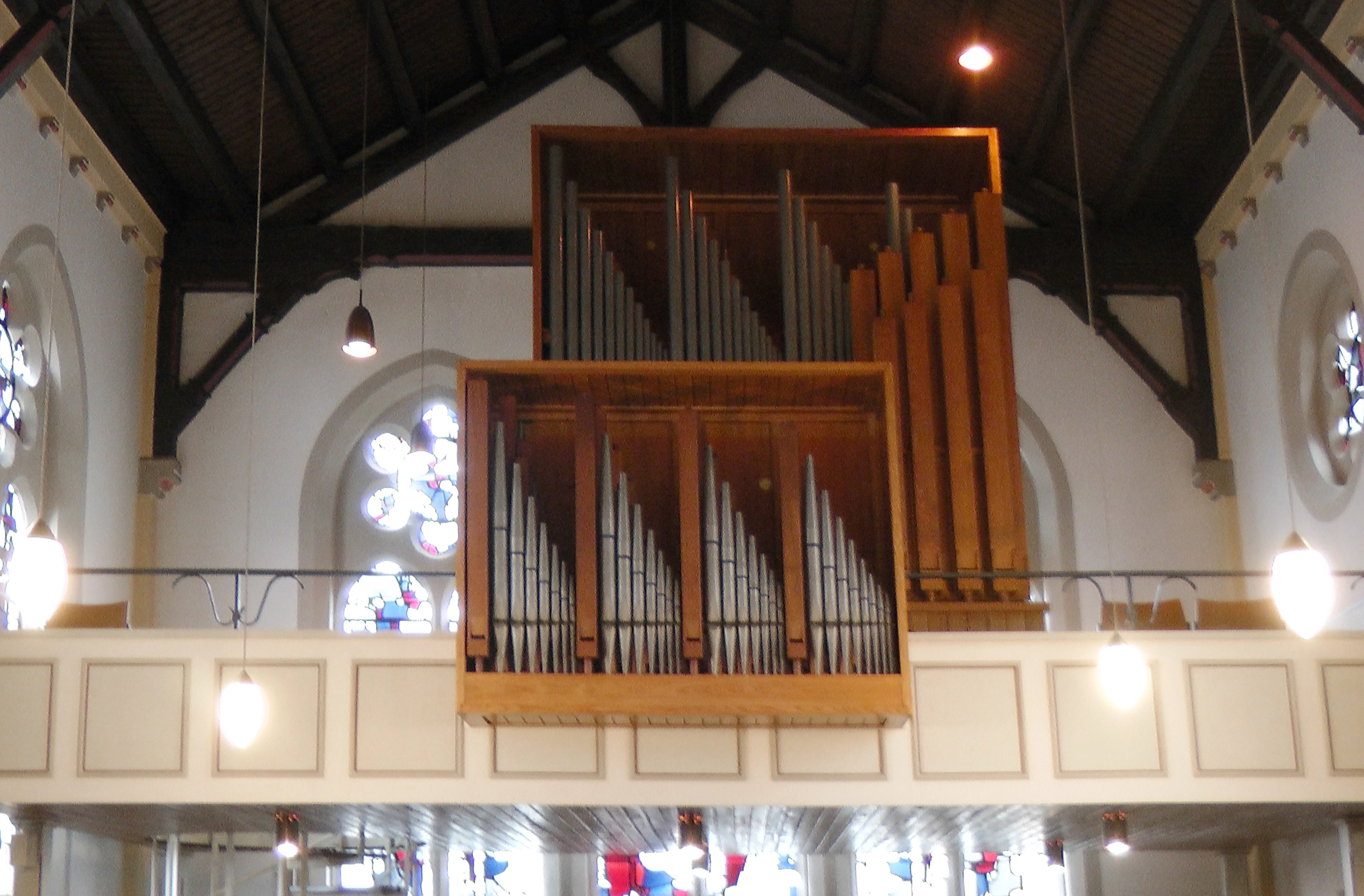
Klais-Orgel (seit 2007)

Dieses Instrument wurde spätestens in den 1990er Jahren als unzureichend erachtet. Seit 1999 wurde Geld für eine neue Orgel gesammelt. Nach längerer Suche nach einer für den Kirchenraum passenden Gebrauchtorgel fand Kreiskantor Martin Bambauer ein passendes von Hans Gerd Klais gebautes Instrument der Firma Johannes Klais (Opus 1341) in der profanierten ehemaligen katholischen Kirche St. Helena in Bonn. Die Orgelbaufirma Klais wurde mit der Umsetzung der Orgel nach Konz beauftragt und konnte die Orgel 2007 nahezu analog zu ihrem ursprünglichen Standort in Konz aufbauen. Nur wegen eines Stahlträgers steht sie jetzt sieben Zentimeter höher als in Bonn. Die Orgel wurde im Advent 2007 von Kreiskantor Martin Bambauer mit einem Konzert mit Werken von Dieterich Buxtehude und Johann Sebastian Bach und einer eigenen Improvisation über das 1938 entstandene Lied Die Nacht ist vorgedrungen eingeweiht.
Die Orgel hat mechanische Trakturen ohne Registrierhilfen. Die Disposition der aktuellen Orgel lautet:
| I Hauptwerk C– |    |
| Kleinprinzipal | 8′ |
| Rohrflöte      | 8′ |
| Octav          | 4′ |
| Gemshorn       | 2′ |
| Mixtur IV      |    |

| II Rückpositiv C– |    |
| Holz Gedackt      | 8′ |
| Spillpfeife       | 4′ |
| Principal         | 2′ |
| Terzglockenton II |    |
| Musette           | 8′ |

| Pedal C–   |     |
| Subbass    | 16′ |
| Bartpfeife | 8′  |

- Koppeln: II/I, I/P, II/P
- Tremulant

Ein vergleichbares, aber deutlich größeres Instrument steht im Breisacher Münster.
Das Orgelpositiv konnte über eine Auktionsplattform im Internet versteigert werden und wurde von einer kleinen Gemeinde in Mecklenburg-Vorpommern für 2831 € erworben.

### Glocken
| Nr. | Gussjahr | Gießer, Gussort                            | Material | Masse (kg) | Schlagton | Inschrift | weiteres Schicksal                                                                                    |
| --- | -------- | ------------------------------------------ | -------- | ---------- | --------- | --- | --- |
| 1   | 1897     | Mabilon, Saarburg                          | ?        | 480 kg     | a1        | Ich will Gottes Wort rühmen, auf Gott will ich hoffen und mich nicht fürchten. Psalm 56,5. | Erster Weltkrieg: Im Juni 1917 ausgebaut, abtransportiert und verschollen                             |
| 2   | 1897     | Mabilon, Saarburg                          | ?        | 340 kg     | h1        | Einen anderen Grund kann niemand legen außer dem, der gelegt ist, welcher ist Jesus Christus. 1 Kor. 3,11. | Erster Weltkrieg: Im Juni 1917 ausgebaut, abtransportiert und verschollen                             |
| 3   | 1897     | Mabilon, Saarburg                          | ?        | 230 kg     | cis2      | Lasset uns halten am dem Bekenntnis der Hoffnung und nicht wanken; denn treu ist er, der sie verheißen hat. Hebr. 10,23.                                                                                                  | Blieb bis 1955 im Glockenstuhl hängen, dann wegen leichter Beschädigung eingeschmolzen und umgegossen |
| 4   | 1927     | Franz Schilling & Söhne, Apolda, Thüringen | ?        | ?          | g1        | Ich will Gottes Wort rühmen, auf Gott will ich hoffen und mich nicht fürchten. Psalm 56,5.- An Stelle der dem Kriege zum Opfer gefallenen früheren Glocke im Jahre 1927 aus Gaben der Gemeinde erworben.                  | Zweiter Weltkrieg: Im April 1942 ausgebaut, abtransportiert und verschollen                           |
| 5   | 1927     | Franz Schilling & Söhne, Apolda, Thüringen | ?        | ?          | b1        | Einen anderen Grund kann niemand legen außer dem, der gelegt ist, welcher ist Jesus Christus. 1 Kor. 3,11. – An Stelle der dem Kriege zum Opfer gefallenen früheren Glocke im Jahre 1927 aus Gaben der Gemeinde erworben. | Zweiter Weltkrieg: Im April 1942 ausgebaut, abtransportiert und verschollen                           |

Die neu erbaute Kirche erhielt drei Glocken im Paternoster Motiv in a1 (480 kg), h1 (340 kg) und cis2 (230 kg) von der Glockengießerei Mabilon u. Co. in Saarburg. Wie die Zinnorgelpfeifen mussten auch die beiden großen Bronzeglocken während des Ersten Weltkriegs 1917 für Rüstungszwecke abgeliefert werden. 1919 erhielt die Gemeinde den Bescheid, dass die Glocken nicht zurückgegeben werden können. Erst 1927 konnten wieder zwei neue auf g und b gestimmte Glocken aus der Werkstatt Franz Schilling&Söhne in Apolda zur Vervollständigung des Geläuts beschafft werden. Nur 15 Jahre später, am 13. April 1942, mussten diese beiden Glocken aus dem Kirchturm geholt und ebenfalls abgeliefert werden. Nur die kleine Glocke überlebte bis 1955. In diesem Jahr ließ die Gemeinde bei der Firma Mabilon in Saarburg drei neue Glocken in a1 (460 kg), c2 (280 kg) und d2 (190 kg) gießen. Die bisherige kleine Glocke wurde eingeschmolzen.
Die in einem stählernen Glockenstuhl hängenden Glocken befinden sich in einem nahezu quadratischen Raum im Turm der Kirche. Damit sie in Karthaus und in der Konzer Innenstadt zu hören sind, hat die Glockenstube auf allen vier Seiten in den rundbogigen Fenstern Schallöffnungen. Die Glocken sind von außen nicht sichtbar. Das Läuten der Glocken erfolgt mittels Läutwerk mit Radtrieb, ein Läuten von Hand ist nicht mehr möglich. Die Öffnungen für die Glockenseile sind in den Zwischenböden des Turms jedoch noch vorhanden. Der Aufstieg im Turm zu den Glocken erfolgt bis zur Höhe des Gebetsraums mit einer großzügigen breiten steinernen Wendeltreppe, darüber folgt eine sehr steile Holztreppe und daraufhin eine steile Leiter aus Eisen. Die Schlagtöne der Glocken sind a1, c2 und d2. Damit erklingen die Glocken im Te Deum Motiv.
| Nr. | Bild     | Gussjahr | Gießer, Gussort   | Material | Masse (kg) | Schlagton | Inschrift |
| --- | -------- | -------- | ----------------- | -------- | ---------- | --------- | --- |
| 1   | a-Glocke | 1955     | Mabilon, Saarburg | ?        | 460 kg     | a1        | - Glockenhals: Singet dem Herrn und lobet seinen Namen: Verkündiget von Tag zu Tag sein Heil. Ps. 96, 2. - Vorderseite Mitte: † - Vorderseite unterer Rand: Gestiftet von Presbyter R. Kirchner. - Rückseite unterer Rand: Evangelische Kirchengemeinde Konz-Karthaus 1955. |
| 2   | c-Glocke | 1955     | Mabilon, Saarburg | ?        | 280 kg     | c2        | - Glockenhals: Dank saget dem Vater, der uns tüchtig gemacht hat zu dem Erbteil der Heiligen im Licht. Kol. 1, 12. - Vorderseite Mitte: † - Rückseite Mitte: Gewidmet dem Gedächtnis unserer gefallenen Brüder in zwei Weltkriegen. „Selig sind die Toten, die in dem Herrn sterben.“ Offbg. 14 13. - Rückseite unterer Rand: Evangelische Kirchengemeinde Konz-Karthaus 1955. |
| 3   | d-Glocke | 1955     | Mabilon, Saarburg | ?        | 190 kg     | d2        | - Glockenhals: In allen Dingen lasset eure Bitten im Gebet und Flehen mit Danksagung vor Gott kund werden. Phil. 4, 6. - Vorderseite Mitte: † - Rückseite unterer Rand: Evangelische Kirchengemeinde Konz-Karthaus 1955. |

### Bewegliche Ausstattung

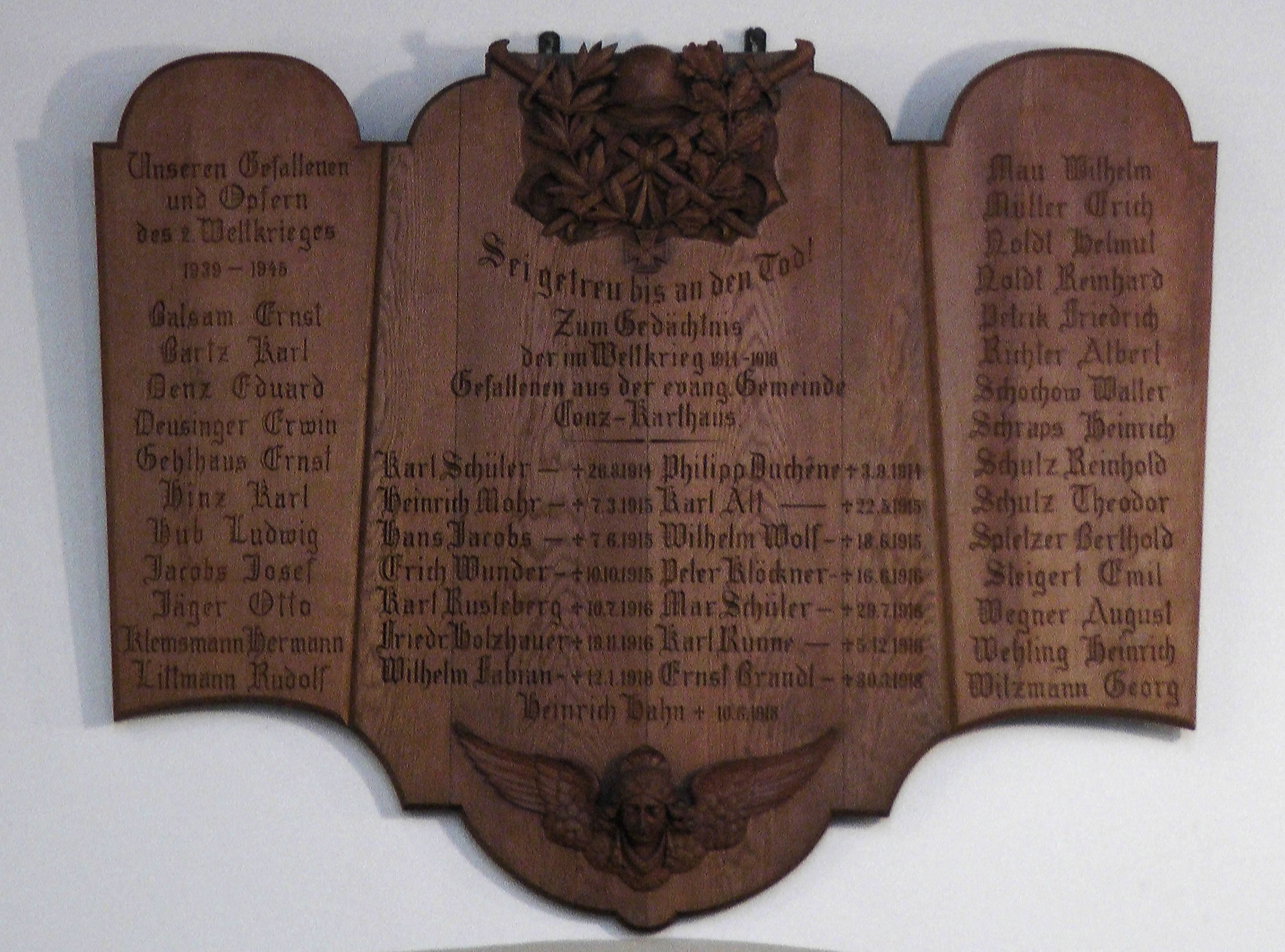
Gedenktafel für die Weltkriegsopfer

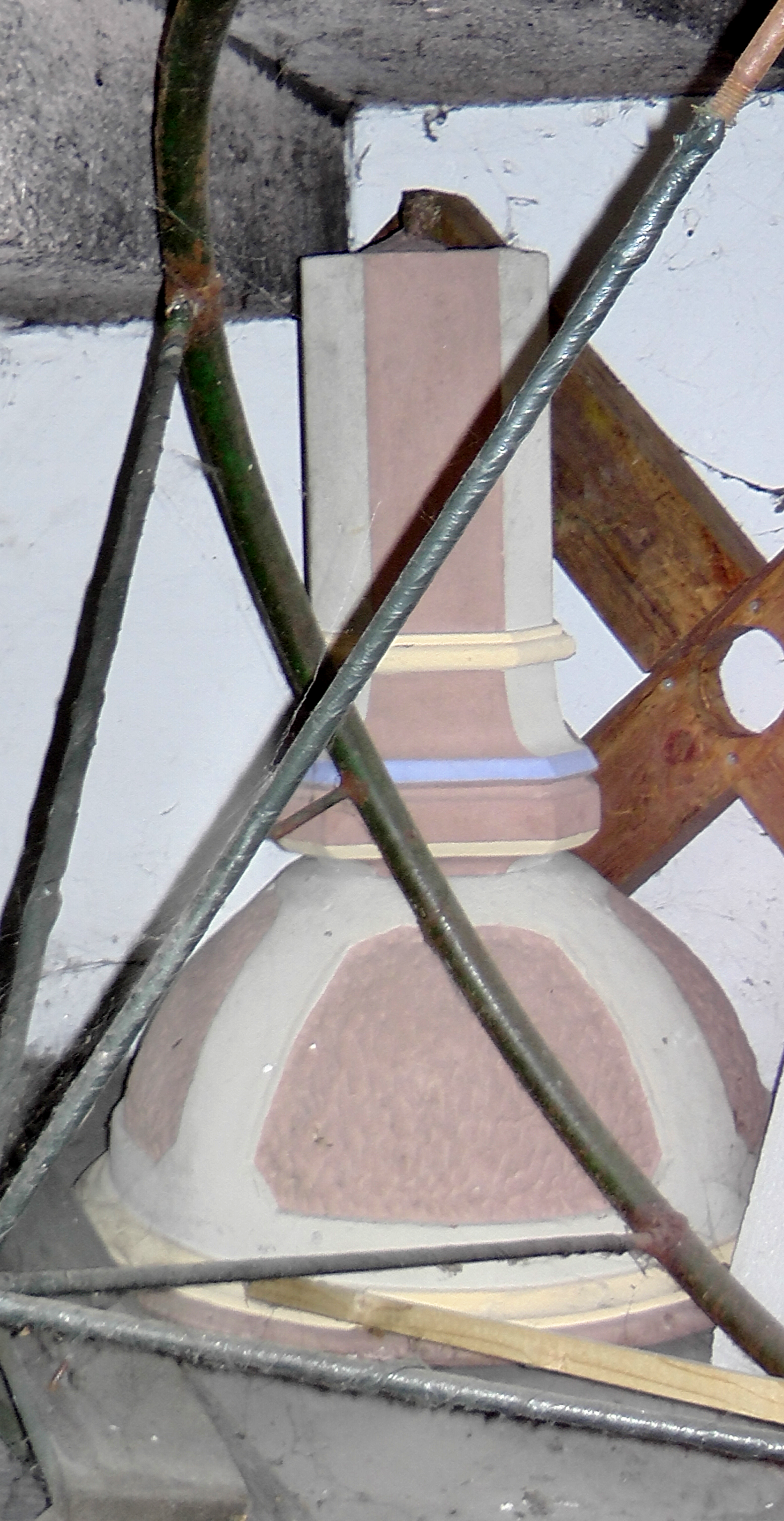
Ursprünglicher Taufstein

Von der ursprünglichen Ausstattung der Kirche sind nur noch die Liedanzeiger aus Eichenholz vorhanden, die im Rahmen der Erstausstattung der Kirche für 20 Mark erworben wurden.
Nicht mehr vorhanden sind von der ursprünglichen Ausstattung der hölzerne Altartisch, die hölzerne Kanzel und ein eiserner Regulierofen für Kohlefeuerung. Der ursprüngliche Taufstein aus Sandstein wurde während der Amtszeit von Pfarrer Jordan am Sockel beschädigt und eingelagert. Zwei Leuchter, die normalerweise neben dem Altar stehen, wurden im Rahmen der Renovierung von 1966 angeschafft. Sie wurden von Manfred Freitag entworfen und von der Trierer Kunstschmiede Unterrainer ausgeführt.
Das heutige (2014) Taufbecken und der Kerzenständer für die Osterkerze wurden im Jahr 2009 angeschafft und sind das Werk des Künstlers Jean-Marc Jezequel aus Guissény in der Bretagne (Frankreich). Die Taufschale stammt noch von dem ursprünglichen Taufstein.
Die Gedenktafel für die Gefallenen Soldaten des Ersten Weltkriegs 1914–1918, die heute über der Sakristeitür hängt, wurde 1920 in einem Trauergottesdienst enthüllt und hing jahrelang über der Ein- und Ausgangstür neben dem Altar. Nach dem Zweiten Weltkrieg wurde sie links und rechts durch zwei Flügel erweitert.

## Pfarrer und Gemeindeleitung
| Name                            | Amtszeit            | Anmerkung                      |
| ------------------------------- | ------------------- | ------------------------------ |
| Eugen Strauß                    | 1895–1901           | seit 1889 als Pfarrvikar tätig |
| Johann Abraham Küppers          | 1901–1929           |                                |
| Kurt Jebens                     | 1930–1935           |                                |
| Ewald Müller                    | 1935–1967           |                                |
| Uwe Mundt                       | 1971–1977           | ab 1969 als Vikar              |
| Wolfgang Wallrich               | 1977–1981           |                                |
| Günther Leimenstoll             | 1981–1983           |                                |
| Klaus Willbold                  | 1984–1997           |                                |
| Martin Jordan                   | 1999–2013           |                                |
| Anna Peters und Christoph Urban | 2013–2021 bzw. 2020 | erstes Pfarrerehepaar          |
| Katharina Süsterhenn            | 2023–               |                                |

Erster Pfarrer der Gemeinde war Eugen Strauß. Er wurde am 9. Juni 1889 als Pfarrvikar in die Gemeinde eingeführt und am 28. Juni 1895 zum Pfarrer ernannt.
Am 19. August 1894 wählten die stimmberechtigten Mitglieder der Kirchengemeinde Repräsentanten, die ihrerseits am 16. September 1894 das erste, vierköpfige Presbyterium wählten. Presbyterium und Repräsentanten führten in der Folge gemeinsame Sitzungen durch, in denen über die Angelegenheiten der Kirchengemeinde entschieden wurde.
Heute (2022) gehören dem Presbyterium zehn Mitglieder und der Gemeindepfarrer an. Aufgrund der presbyterial-synodalen Struktur der Rheinischen Landeskirche liegt die Leitung auf allen Ebenen bei den jeweils gewählten Mitgliedern, auf der Ebene der Kirchengemeinde also beim Presbyterium.
Die Kirchengemeinde ist Träger der Kita „Arche Noah“.

## Nutzung

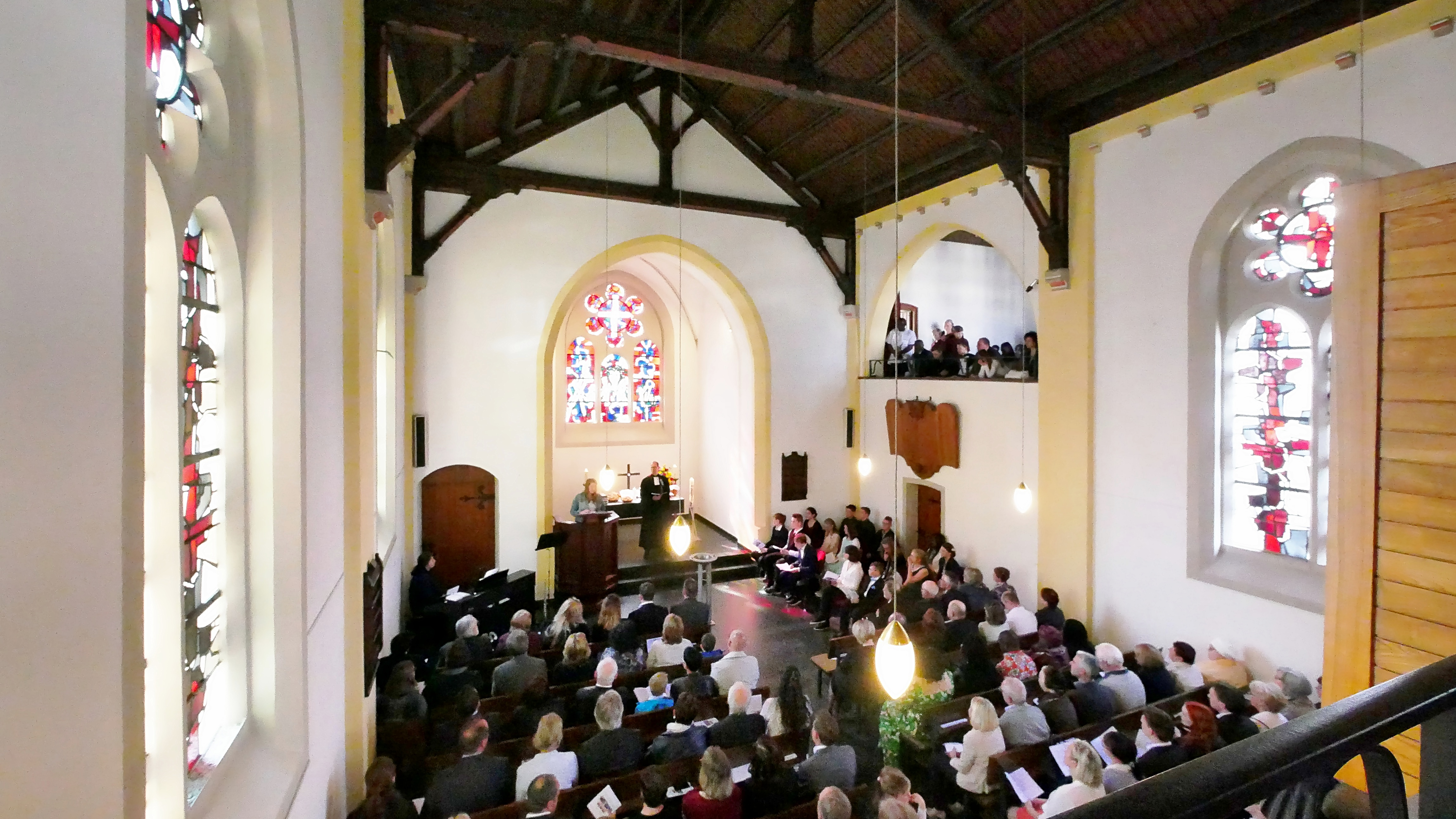
Konfirmationsgottesdienst

Seit ihrer Erbauung findet in der Kirche an nahezu allen Sonntagen und evangelischen Feiertagen in der Regel um 10 Uhr ein evangelischer Gottesdienst statt. Nur während der Evakuierung zu Beginn des Zweiten Weltkriegs und zur Zeit der Evakuierung von Konz von Dezember 1944 bis Mitte 1945 konnten in der Kirche keine Gottesdienste gefeiert werden. Die Kirchengemeinde feiert ihre Gottesdienste nach dem Evangelischen Gottesdienstbuch – Agende für die Union Evangelischer Kirchen in der EKD und für die Vereinigte Evangelisch-Lutherische Kirche Deutschlands und ist Mitglied im Kirchenkreis Trier der unierten Evangelischen Kirche im Rheinland.
Am 31. Oktober 1970 fand in Konz der erste ökumenische Gottesdienst statt. Am 1. Juli 1971 wurde die pfarramtliche Verknüpfung mit der Kirchengemeinde Perl aufgehoben. Letztere gehört seitdem zur Kirchengemeinde Mettlach. Seit dem 1. Juli 1972 wurden Fisch und Paschel aus der Gemeinde ausgegliedert, sie gehören seitdem zu Saarburg und Wiltingen. Damit entspricht das Gebiet der Kirchengemeinde genau der 1970 gegründeten Verbandsgemeinde Konz und dem damaligen katholischen Dekanat Konz.
Seit etwa 1995 wird nach nahezu allen Gottesdiensten zum Kirchenkaffee in das Gemeindehaus eingeladen. Beginnend in der Amtszeit von Pfarrer Martin Jordan wurde die Gottesdienstzeit an einigen Sonntagen auf Sonntagnachmittag verlegt. Diese Gottesdienste sind meist „besondere Gottesdienste“ wie etwa Jugendgottesdienste. Beginnend mit der Amtszeit des Pfarrerehepaars Peters/Urban wird einmal im Monat der Beginn des Gottesdienstes auf 11 Uhr verlegt und als Familiengottesdienst mit anschließendem Mittagessen im Gemeindehaus gefeiert. Die Gottesdienste zu Weihnachten und zur Konfirmation, bei denen die Platzkapazität der Kirche nicht ausreichend ist, können in das nahegelegene Gemeindehaus übertragen werden, wo weitere gut 100 Sitzplätze vorhanden sind.
In unregelmäßigen Abständen finden in der Kirche zudem Konzerte statt.
Im Corona-Jahr 2020 ist die Kirche für Gottesdienste zu klein. Stattdessen fanden bis November am Sonntag von 9 bis 12 Uhr vormittags eine „Offene Kirche“ mit Orgelspiel und Andachten etwa im 20-Minuten-Takt statt. In der ganzen Coronazeit seit März 2020 gibt es tägliche Abendandachten über zoom.

## Umgebung
In der unmittelbaren Umgebung der Kirche existieren mehrere Gotteshäuser verschiedener Religionsgemeinschaften: Die katholische Pfarrkirche und ehemalige Klosterkirche St. Johann, eine Neuapostolische Kirche, seit 1991 die türkisch-islamische Moschee Haci Bayram Camii und die 2014 eröffnete deutschsprachige Albukhary Moschee für Muslime aus über 20 Nationen. Die evangelische Kirchengemeinde pflegt zu allen freundschaftliche Beziehungen. Gemeinsame Veranstaltungen beschränken sich nicht nur auf die jährliche interkulturelle Woche. Im September 2014 wurde ein gemeinsamer Rundgang durch die christlichen und muslimischen Gotteshäuser veranstaltet.